# Confederação Geral de Trabalhadores Portugueses - Intersindical Nacional
Die Confederação Geral dos Trabalhadores Portugueses — Intersindical Nacional (CGTP-IN, dt.: Allgemeiner Zusammenschluss der Portugiesischen Arbeiter – Nationaler Gewerkschaftsverbund), auch CGTP oder Intersindical genannt, ist ein portugiesischer Gewerkschaftsbund mit Sitz in Lissabon. Die CGTP steht der Kommunistischen Partei Portugals nahe und gilt als größte Gewerkschaft des Landes, vor der UGT. Beide Gewerkschaften gehören dem Europäischen Gewerkschaftsbund an.

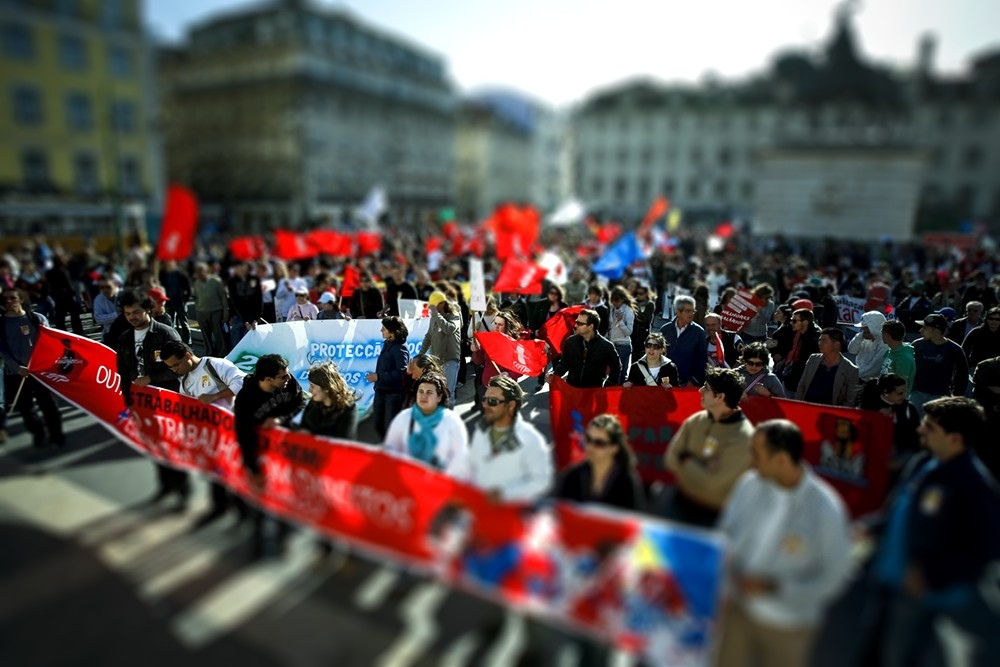
Demonstration der CGTP-IN in Lissabon, 28. März 2009

## Geschichte

### Vorgeschichte bis 1969
Erste Arbeitervereine, zur gegenseitigen Hilfe oder auch zur Weiterbildung, gründeten sich im Klima der Liberalen Revolution in Portugal bereits seit den 1820er Jahren. 1853 entstand mit dem Centro Promotor do Melhoramento da Classe Laboriosa (deutsch etwa: Aktionszentrum zur Verbesserung für die arbeitende Klasse) die bedeutendste Vereinigung. 1875 wurde mit dem Partido Socialista Português eine erste sozialistische Partei gegründet. Zwischen den verschiedenen Arbeitervereinigungen traten nun erste Konflikte auf, als sich die einen anarchistisch und die anderen sozialistisch orientierten. Die Zahl der Vereine nahm indes weiter zu. 1889 zählte man 392 Vereinigungen mit etwa 130.000 Mitgliedern im Land, vor allem in Lissabon und Porto.
1876 bestanden bereits 24 Gewerkschaften, die bis 1904 auf 135 anwuchsen, während die Arbeiterhilfsvereine im selben Zeitraum von 65 auf 590 anwuchsen. Der Anarchosyndikalismus war die bestimmende Strömung in der portugiesischen Arbeiterschaft. 1908 erschien eine erste eigene Zeitung, A Greve (deutsch: Der Streik). 1909 fand in Lissabon der erste Gewerkschaftskongress statt (Congresso Sindical Cooperativo), der mit einer Spaltung zwischen Anarchisten und Sozialisten endete.
Nach Abschaffung der Monarchie und Ausrufung der Portugiesischen Republik 1910 erlebten die gewerkschaftlichen Vereinigung weiteren Zulauf, insbesondere durch die weiter zunehmenden sozialen Spannungen. Trotz allen Differenzen wurde 1914 mit der União Operária Nacional (UON, deutsch etwa: Nationale Arbeiter-Union) ein erster Dachverband für alle, sowohl sozialistische als auch anarchistische Gewerkschaften gegründet. Als die Repressionen der republikanischen Regierung gegen die Gewerkschaften weiter zunahmen, brachen diese mit den politischen Parteien. Die Gewerkschaften fühlten sich dem Zimmerwalder Manifest verbunden und lehnten den Eintritt Portugals in den Ersten Weltkrieg 1916 ab. Als in Folge des Kriegseintritts die Preise in Portugal stark anstiegen und die Versorgungssituation sich deutlich verschlechterte, organisierte die UON 1918 einen ersten Generalstreik, der sich zudem gegen den rechten Putsch durch Sidónio Pais Ende 1917 richtete. Nach dem tödlichen Attentat auf Pais Ende 1918 fürchtete die republikanische Regierung eine erstarkende monarchistische Reaktion, und sie näherte sich den Gewerkschaften mit Zugeständnissen an. So wurde 1919 unter anderem der 8-Stunden-Tag eingeführt. Auf ihrem Kongress in Coimbra im gleichen Jahr nannte sich die UON in Confederação Geral dos Trabalhadores (CGT, dt.: Allgemeiner Zusammenschluss der Arbeiter) um.
In Folge der Oktoberrevolution 1917 kamen nun kommunistische Strömungen in der CGT auf. Die Kommunistische Partei Portugals (PCP) gründete sich 1921, doch blieb die CGT mehrheitlich anarchosyndikalistisch und sozialrevolutionär ausgerichtet. Sie unterhielt enge Verbindungen unter anderem zur amerikanischen Industrial Workers of the World (IWW) und der spanischen Confederación Nacional del Trabajo (CNT).
Dem Militärputsch 1926 von rechts folgte 1932 die Errichtung der korporativen, semifaschistischen Estado Novo-Diktatur durch Salazar. Waren die gewerkschaftlichen Strukturen seit 1926 schon stark bekämpft und beschnitten worden, so wurde 1933 jegliche gewerkschaftliche Betätigung außerhalb der gleichgeschalteten staatlichen Gewerkschaften (Sindicatos Nacionais) verboten. Ein letzter erfolgreicher Streik im Januar 1934 löste eine verstärkte staatliche Repression aus. Die nunmehr illegale CGT war weiterhin anarchosyndikalistisch dominiert, befand sich fortan jedoch in Auflösung und konnte kaum noch Widerstand leisten. Die im Untergrund erstarkende, seit 1934 ebenfalls verbotene PCP versuchte vergeblich, eigene Aktivisten in die staatlichen Arbeitnehmerorgane zu bringen. Bis 1969 kann dann nicht mehr von nennenswerter gewerkschaftlicher Aktivität in Portugal gesprochen werden, obwohl einzelne kleinere Initiativen im Untergrund bestanden, vornehmlich nun kommunistisch orientiert.

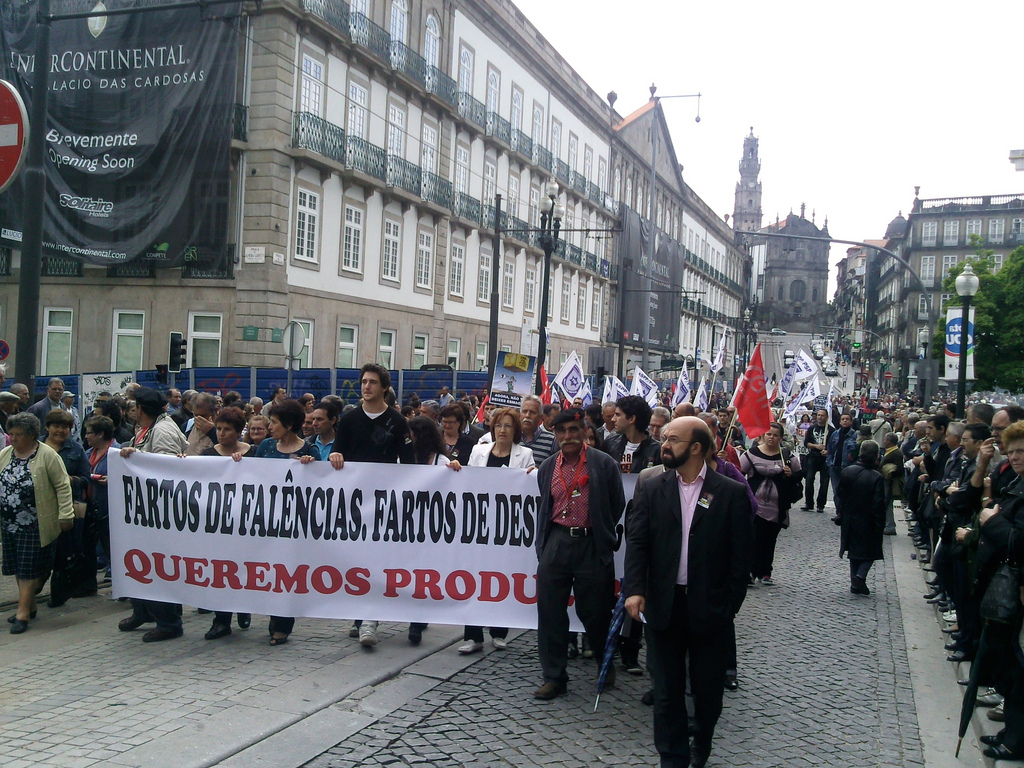
Mai-Demonstration der CGTP-IN in Porto, 1. Mai 2011

### Von 1970 bis heute
Am 1. Oktober 1970 gründete eine Gruppe gewählter Funktionäre illegaler Gewerkschaften und inoffizieller Gruppen innerhalb der gleichgeschalteten Gewerkschaftsstruktur der Diktatur die Confederação Geral dos Trabalhadores Portugueses (CGTP), portugiesisch für „Allgemeiner Zusammenschluß der portugiesischen Arbeiter“. Sie fühlten sich dazu ermutigt durch einige 1969 durchgeführte Reformen des Salazar-Nachfolgers Marcelo Caetano, der damit Hoffnungen auf eine Öffnung des Regimes nährte. Die CGTP-Gründer kamen aus den Bereichen Versicherung, Banken und Handel, aus der Metallindustrie, Textilindustrie und Handelsmarine, dazu kamen Technische Zeichner, Transportarbeiter, Kraftfahrer und andere, alle überwiegend aus dem Großraum Lissabon. In den Jahren 1970 und 1971 fassten sie verschiedene Grundsatzbeschlüsse, zu Themen wie Wochenarbeitszeit, Löhnen, Versammlungsfreiheit, interne Demokratie u. a.
Die Hoffnung aller Oppositioneller zerstreute sich jedoch durch die wieder zunehmende Härte des Regimes, vor allem durch verstärkte Aktivität der Geheimpolizei PIDE. In der Folge konnte die weiterhin illegale CGTP keine Initiative entwickeln. Mit dem Ende des Regimes durch die Nelkenrevolution am 25. April 1974 begann die CGTP dann umgehend, öffentlich aufzutreten und sich zu organisieren. Mit dem Gesetz Nr. 215-A/1975 wurde die CGTP auch formal legalisiert.
Die CGTP entwickelte sich nun in Richtung einer Einheitsgewerkschaft, als Zusammenschluss aller Gewerkschaften des Landes. Sie unterstützte die Regierung bei den Verstaatlichungen der Schlüsselindustrien 1975. Ab 1976 gerieten sozialdemokratisch und konservativ gesinnte Minderheiten innerhalb der CGTP dann zunehmend in Konflikt mit der kommunistisch orientierten Mehrheit. Sie gründeten die Plattform Movimento Autónomo de Intervenção Sindical – Carta Aberta (dt. etwa: Unabhängige Gewerkschaftsbewegung – Offener Brief), mit der sie sich für unabhängige Einzelgewerkschaften statt einer Einheitsgewerkschaft für alle Arbeiter in Portugal aussprachen.
Nachdem die Verfassung Portugals von 1976 den Grundsatz freier Gewerkschaftsarbeit festgeschrieben hatte, wurde mit dem neuformulierten Gewerkschaftsgesetz 1977 der Pluralismus auch im Bereich der Gewerkschaften verankert. Auf dem CGTP-Kongress im gleichen Jahr kam es daraufhin zur Abspaltung. Während der linke Flügel der sozialistischen Gewerkschafter, die katholischen Gewerkschaftsgruppen, und linke Gewerkschaften zusammen mit der kommunistisch orientierten Mehrheit in der CGTP verblieben, beschlossen diejenigen, die der Sozialistischen Partei und der konservativen Sozialdemokratischen Partei nahestanden, einen eigenen Gewerkschaftsbund zu formieren, die 1978 gegründete UGT. Die CGTP nannte sich fortan Confederação Geral dos Trabalhadores Portugueses – Intersindical Nacional (CGTP-IN) (deutsch etwa: Allgemeiner Zusammenschluss der Portugiesischen Arbeiter – Nationaler Gewerkschaftsverbund).
Einen ersten Kongress zu Frauenrechten und zur vollständigen Gleichberechtigung hielt die CGTP 1978 ab, und im November 1981 veranstaltete die eigene Gewerkschaftsjugend Juventude Trabalhadora (dt. etwa: Arbeiterjugend) ihren ersten Kongress, um sich insbesondere für ein Ende jeglicher Kinderarbeit in Portugal einzusetzen.
1995 wurde die CGPT-IN mit dem Portugiesischen Verdienstorden ausgezeichnet.

## Struktur

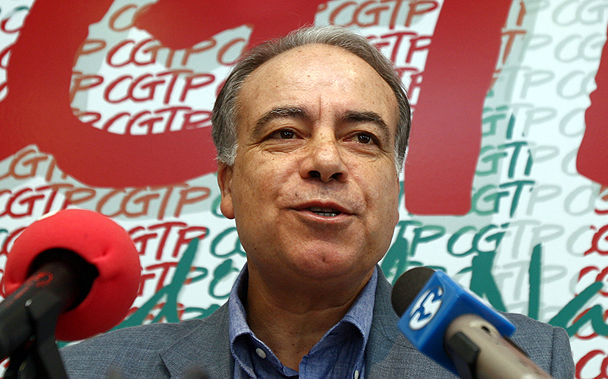
Manuel Carvalho da Silva (2007)

### Büros
Mit 22 Distriktbüros (Uniões distritais) und dazu fünf lokalen Büros (Uniões locais) ist die CGTP-IN in ganz Kontinental-Portugal, den Azoren und Madeira vertreten.

### Leitung
Nachdem Manuel Carvalho da Silva von 1986 bis Ende 2011 Generalsekretär der CGTP-IN war, war dies seit Januar 2012 Arménio Carlos. Am 14./15. Februar 2020 wurde Isabel Camarinha als erste Frau in der portugiesischen Gewerkschaftsgeschichte zur neuen Generalsekretärin gewählt.

### Mitglieder
121 Einzelgewerkschaften und einige Zusammenschlüsse aus dem ganzen Land sind in der CGTP-IN organisiert. Mit zusammen etwa 750.000 Mitgliedern (2010) ist die CGTP der bedeutendste Gewerkschaftsbund in Portugal.